# الحوايا (وشحة)

تعديل مصدري - تعديل

الحوايا هي إحدى قرى عزلة ضاعن بمديرية وشحة التابعة لمحافظة حجة، بلغ تعداد سكانها 627 نسمة حسب تعداد اليمن لعام 2004.